# Montegrosso
Montegrosso (kors. Montegrossu) – miejscowość i gmina we Francji, w regionie Korsyka, w departamencie Górna Korsyka.
Według danych na rok 1990 gminę zamieszkiwały 333 osoby, a gęstość zaludnienia wynosiła 15 osób/km².